# Krzysztof Kukucki
Krzysztof Aleksander Kukucki (ur. 25 października 1980 we Włocławku) – polski polityk i samorządowiec, wiceprezydent Włocławka (2019–2023), senator XI kadencji, sekretarz stanu w Ministerstwie Rozwoju i Technologii (2024), prezydent Włocławka (od 2024).

## Życiorys
Syn Ignacego i Krystyny. Z wykształcenia politolog, absolwent Uniwersytetu Kazimierza Wielkiego w Bydgoszczy. Ukończył także studia podyplomowe z zakresu komunikacji społecznej na Europejskiej Wyższej Szkole Prawa i Administracji w Warszawie. Pracował w urzędzie miejskim we Włocławku, Miejskim Przedsiębiorstwie Energetyki Cieplnej w tym mieście oraz Guala Closures DGS Poland – włocławskiej fabryce zakrętek zarządzanej przez Krzysztofa Grządziela, przedsiębiorcę i polityka lewicy.
Zaangażował się w działalność polityczną w ramach Sojuszu Lewicy Demokratycznej, przekształconego później w Nową Lewicę. W wyborach samorządowych w 2010 po raz pierwszy uzyskał mandat radnego Włocławka. Z powodzeniem ubiegał się o reelekcję w 2014 i 2018. W styczniu 2017 wybrano go na przewodniczącego rady miasta, został odwołany z tego stanowiska w sierpniu tego samego roku. W 2018 ubiegał się również o prezydenturę Włocławka. W listopadzie tego samego roku powrócił na funkcję przewodniczącego rady. W styczniu 2019 prezydent Włocławka Marek Wojtkowski powierzył mu stanowisko swojego zastępcy.
W wyborach parlamentarnych w 2023 był kandydatem paktu senackiego z ramienia Nowej Lewicy w okręgu nr 13. Uzyskał mandat senatora XI kadencji, otrzymując 82 899 głosów. W styczniu 2024 został powołany na stanowisko sekretarza stanu w Ministerstwie Rozwoju i Technologii.
W wyborach samorządowych w 2024 wystartował z ramienia Lewicy na urząd prezydenta Włocławka, zajmując pierwsze miejsce w I turze, z wynikiem 41,40% głosów. W II turze pokonał ubiegającego się o reelekcję Marka Wojtkowskiego, uzyskując 56,28% głosów. W konsekwencji odszedł ze stanowiska rządowego, a także wygasł jego mandat senatorski. Urząd prezydenta miasta objął 7 maja 2024.